# Kevin Jobling
Kevin Jobling (sinh ngày 1 tháng 1 năm 1968 ở Sunderland) là một cựu cầu thủ bóng đá chuyên nghiệp người Anh thi đấu ở Football League cho Leicester City, Grimsby Town và Shrewsbury Town, và ở bóng đá non-league cho Telford United.